# Vilmos Tóth

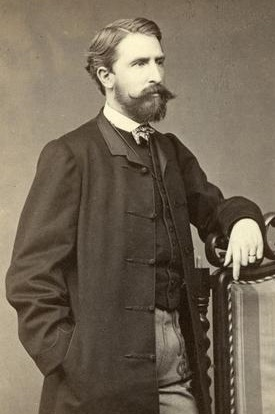
Vilmos Tóth

Vilmos Tóth de Székel (Torontálszécsány, 28 mei 1832 – Nyitraivánka, 14 juni 1898) was een Hongaars politicus die tussen 1871 en 1873 als lid van de Deák-partij de functie van Hongaars minister van Binnenlandse Zaken uitoefende. Hij was bovendien voorzitter van het Magnatenhuis van 1896 tot 1898.